# Farkas István (közgazdász)
Farkas István (Sajóvelezd, 1950. január 28. – ) magyar közgazdász, pénzügyi szakpolitikus, miniszterhelyettes, kormánybiztos.

## Élete
Középiskolai érettségijét követően a Marx Károly Közgazdaság-tudományi Egyetemen folytatta tanulmányait, ahol 1973-ban közgazdász diplomát szerzett. Még diákként, 1971-ben lett az MSZMP tagja. Diplomázását követően a Pénzügyminisztériumba került, ahol előadó lett, a következő évben pedig osztályvezetőnek nevezték ki. 1984-től a Technova Ipar Innovációs Alap igazgatójává nevezték ki, majd két évvel később ismét munkahelyet váltott.
1986-ban a Magyar Nemzeti Bankban lett hitelpolitikai főosztályvezető, majd 1989. júniusban ügyvezető igazgatóvá választották, egyben a társadalombiztosítási reform kormánybiztosi teendőinek ellátásával is megbízták. 1989. augusztus 1-jétől pénzügyminiszter-helyettessé nevezték ki, e beosztásából 1990 májusában mentették fel.
A rendszerváltást követő időszakban nemzetközi bankok alkalmazottjaként dolgozott, majd 1994-ben visszakerült a Pénzügyminisztérium állományába, ahol egy éven át főcsoportfőnök, illetve bankprivatizációs kormánybiztos, valamint az Állami Vagyonkezelő Részvénytársaság (ÁV Rt.) igazgatótanácsának megbízott elnöke volt.
2009-ben megkapta a Magyar Érdemrend parancsnoki keresztje kitüntetést.